# Ve
Ve ili Henir (staronordijski Vé i Hœnir) bog je u nordijskoj mitologiji. Brat je vrhovnoga boga Odina i boga Vilija, koji se još zove i Lodur. Njegovo ime znači »svetište«.  
Roditelji su mu Bor i Bestla.
Sudjelovao je u stvaranju svijeta. Trojica braće su ubili mraznoga diva Ymira i od njegova tijela stvorili svijet: od mesa zemlju, od krvi rijeke, jezera i mora, od kostiju planine, od zubi šljunak i kamenje. Od glave načiniše nebo i postave ga ponad zemlje, a od Ymirova mozga napraviše oblake.
Nakon stvaranja svijeta stvorili su i ljude. Za vrijeme jedne šetnje obalom spazili su dvije naplavine drveta. Odin im udahne život, Vili oblik, pokretljivost i krv, a Ve razum, govor i osjetila. Bili su to Ask (Jasen) i Embla (Brijest).

Ve je, kao i Vili predak bogova iz skupine Vana, bogova zdravlja i plodnosti, dok je Odin predak Asa, bogova rata.

Čuje se i priča po kojoj su braća Ve i Vili prisvojili Odinovu suprugu Frigg i svu njegovu imovinu dok je on izbivao u svijetu ljudi. Po njegovu su mu povratku sve vratili.

Slovi kao miran i tih, te odgovoran bog.